# Бютие
Бютие (на италиански: Buthier) е поток и ляв приток на река Дора Балтеа. Тече по цялата дължина на долината Валпелин в италианския регион Вале д'Аоста.

## Маршрут
Клон на Бютие произхожда от ледника Тса де Тсан на около 2700 m надм. височина; втори клон произхожда от ледника Гранд Мурай на около 3000 m надм. височина. Тези два клона са скорошно формирани, което се дължи на изчезването на ледника Долен Тса де Тсан в края на 20 век. На местно ниво те се наричат съответно Buthier de Tsa de Tsan и Buthier des Grandes Murailles, въпреки че тези топоними не са официални.
Той е изкуствено прекъснат, за да образува езерото Плас Мулен (на италиански: Lago di Place-Moulin). След като излиза от езерото, минава през общините Биона, Оаяс, Валпелин, Роазан и Аоста. Влива се в река Дора Балтеа близо до град Аоста.
Бютие се използва за производство на водноелектрическа енергия, по-специално благодарение на ВЕЦ Signayes в община Аоста и ВЕЦ Кар в община Нюс.
Преди изхода в централната долина на Дора Балтеа Бютие пресича долината Сомон и минава покрай Парк Сомон (на италиански: Parco Saumont). На изхода в централната долина той образува голям алувиална фуния, върху която се е развил град Аоста.
В Аоста, близо до Арката на Август, е запазен каменният мост, от който днес се вижда само една арка недалеч от коритото на потока, отклонено поради наводнение. Мостът от римско време е позволявал достъпа до град Augusta Prætoria Salassorum, днешен град Аоста.

## Притоци
Основните леви притоци са:
- Ру Вердона
- поток Весона

Основните десни притоци са:
- поток Оломон
- поток Артанаваз

## Геология
В долната част на долината има издатини на варовикови шисти и метаофиолити от лигурийско-пиемонтските пластове (Zona del Combin), които се припокриват с австроалпийския пласт.